# Florent Schmitt
Pour les articles homonymes, voir Schmitt.
Florent Schmitt est un compositeur français, né le 28 septembre 1870 à Blâmont (Meurthe-et-Moselle) et mort le 17 août 1958 à Neuilly-sur-Seine.

## Biographie
Florent Schmitt étudia à Nancy puis au Conservatoire de Paris où il fut élève de Massenet et Fauré. En 1900, après 3 tentatives, il reçut le Premier Grand Prix de Rome pour sa cantate Sémiramis. En 1904, Schmitt acheva son grandiose et tonitruant Psaume XLVII, qui lui valut le succès lors de sa création. Pour Norbert Dufourcq, « l’apparition en 1906 du Psaume XLVII a été l’événement le plus important de la musique française depuis Pelléas. » L’humour vache du Sanglier des Ardennes (son surnom), libre et franc voire rude, et sa facétie à la Satie, avec qui il était ami, s’exprimaient aussi en titres mystificateurs : Suite en rocaille, Çançunik, Suite sans esprit de suite, Fonctionnaire MCMXII inaction musicale, Sonate libre en deux parties enchaînées, Habeyssée, etc.
Présent à Toul en 1915, il fait l'objet d'un portrait cubiste par Albert Gleizes intitulé Le Chant de guerre.
Marqué dans sa jeunesse par les mouvements symboliste et impressionniste autant que par Chopin, il développa une esthétique opulente, appuyée sur un savant contrepoint. L’emploi d’effets de percussion primitive l’apparente avant la lettre aux recherches de la musique russe moderne. Son art sans demi-teinte fut à l’image de son caractère dont l’esprit caustique n’excluait nullement la bienveillance. En 1924 la création à l’Opéra du ballet Le Petit Elfe ferme-l’œil révéla un délicieux peintre de l’enfance tandis qu’Antoine et Cléopâtre (1920), Salammbô (1925) et le somptueux Oriane et le Prince d’Amour (1938) consacraient l’orientaliste inspiré et le symphoniste héritier des classiques purs. Membre du cercle des Apaches, Schmitt fut cofondateur en 1909 de la Société musicale indépendante avec Maurice Ravel, Gabriel Fauré, Émile Vuillermoz, Louis Aubert, Charles Koechlin, et Jean Huré. 
Edouard Herriot fit appel à lui pour remplacer Augustin Savard  au conservatoire de Lyon. Il en fut le directeur de 1921 à 1924, avec notamment pour élève César Geoffray.
Il fut aussi chroniqueur du journal Le Temps de 1929 à 1939.
Personnalité assez rude, indépendante, ennemie des dogmes et des systèmes, avec une fécondité rare favorisée par sa longue vie, il composa dans tous les domaines, excepté l’opéra. Sa musique vigoureuse, caractérisée par un dynamisme rythmique et une ligne mélodique sensuelle, possède un langage harmonique riche et suave d’inspiration aussi bien classique que romantique. L’exotisme apprécié à l’époque se ressent dans plusieurs de ses compositions, tel le lyrique poème symphonique La Tragédie de Salomé, dédié à Igor Stravinsky et honoré par Diaghilev. Ces deux œuvres furent les plus appréciées avec son Quintette pour piano et cordes qui recueillit l’admiration, entre autres, d’un Georges Enesco. Sa Deuxième Symphonie fut créée par Charles Munch quelques semaines avant sa mort.
Florent Schmitt fut nommé membre de l’Académie des beaux-arts en 1936, reçut le Grand Prix musical de la ville de Paris en 1957. Mais cet artiste majeur du XXe siècle qui a laissé une œuvre monumentale est aujourd’hui encore méconnu du grand public français. Sa grande indépendance et son faible attachement à la renommée et aux suiveurs de mode n'y sont pas étrangers. Aujourd’hui on peut considérer qu’il a fortement marqué l’histoire de la musique française de la première moitié du XXe siècle, au même titre que Debussy, Ravel et Roussel. Il est reconnu comme « l’un des piliers du répertoire musical pour le quatuor de saxophones ».
Il est enterré au cimetière parisien de Bagneux.
Son frère, Henri, né le 28 août 1873, fut aussi organiste, critique musical et compositeur.

## Polémique
En dehors de son activité musicale, Florent Schmitt est aussi connu pour ses positions favorables à l’Allemagne nazie dans les années trente. L’épisode le plus connu de cette controverse est le concert parisien du 26 novembre 1933, qui avait au programme trois extraits d’une opérette de Kurt Weill, compositeur juif allemand exilé, et face auquel Schmitt a lancé depuis les rangs du public « Vive Hitler ». Ces propos sont rapportés par Robert Brasillach, puis cités par Lucien Rebatet, deux journalistes qui se marqueront en 1940-1944 par leur participation à la politique collaborationniste. Selon Rebatet, Schmitt aurait ajouté « Nous avons déjà assez de mauvais musiciens pour avoir à accueillir les juifs allemands »,. Si on peut objecter que la politique antisémite d'Hitler n'était pas encore tout à fait en 1933 ce qu'elle devint à partir de la Nuit de Cristal en 1938 puis de la seconde guerre mondiale, cet épisode n'a pourtant pas donné lieu à une clarification publique ultérieurement.
La vie tout entière de Florent Schmitt est rythmée par les voyages qui s’inscrivent dans le cadre de son activité musicale : Italie, Suisse, Autriche, Espagne, Maroc, Grèce, Turquie, Orient. Parmi ses voyages, il s’est aussi rendu en Allemagne pendant les années trente puis sous l’Occupation, où il a été membre de la Section musicale du Comité France–Allemagne, créé en 1935. Il a assisté à une réunion de musiciens français et allemands organisée à Vienne en décembre 1941 pour rendre hommage à Mozart, et a été le coprésident d’honneur de la Section musicale du Groupe Collaboration à partir de décembre 1941.
À la Libération, pour avoir prêté son nom au Groupe Collaboration, il vit engager à son encontre des poursuites judiciaires pour indignité nationale par Joseph-Eugène Szyfer de la section Musique du Comité d’épuration. Cependant, après enquête, comme il s'est toujours positionné d’un point de vue musical, ces poursuites ont été classées sans suite. Toutefois, il a été condamné dans le cadre de l’épuration professionnelle : le 7 janvier 1946 le Comité national d’épuration des gens de lettres, auteurs et compositeurs a prononcé contre lui et pour un an une peine d’interdiction d’éditer ou de faire jouer ses œuvres, interdiction partant du 1er octobre 1944.
Florent Schmitt expliqua son voyage en Allemagne par la volonté de revoir son fils resté prisonnier dans le Stalag XXIII de Pirmasens depuis juin 1940. Il justifia son appartenance au Groupe Collaboration par son souci de défendre la musique française, et souligna son absence d’implication politique dans le groupe. Dans les faits sa position lui aura permis de signer des pétitions en faveur de musiciens israélites tels que la cantatrice Madeleine Grey, le pianiste François Lang, le compositeur Fernand Ochsé, ou de soutenir ses amis Paul Dukas, Alexandre Tansman ou Arnold Schönberg qu’il appréciait et défendait vigoureusement. 
Bien que le compositeur fût honoré à plusieurs reprises après la guerre (voir rubrique « Honneurs »), l'exhumation de son passé controversé en 1996 provoqua de nombreuses réactions, dont le changement de nom d'un lycée portant son nom à Saint-Cloud. La salle de concerts du conservatoire à rayonnement régional de Nancy lui avait été dédiée, mais à la suite de polémiques la communauté urbaine prit la décision de la débaptiser.

## Honneurs
- 1909 : un des membres fondateurs de la Société musicale indépendante
- Chevalier de l’ordre de Léopold
- Commandeur de la Couronne de Roumanie
- 1932 : membre de l’Académie royale de Belgique
- 1938 : président de la Société nationale de musique
- 1952 : commandeur de la Légion d’honneur
- 1957 : Grand Prix musical de la Ville de Paris
- Membre du Comité d’honneur de l’Association du Foyer de l’ancienne abbaye de Royaumont

## Principales œuvres
- Musique orchestrale :

3 symphonies : Symphonie concertante pour orchestre et piano op .82 ; Deuxième Symphonie op. 137 ; Janiana, symphonie pour cordes, op. 101
Antoine et Cléopâtre
Enfants
Introït, récit et congé pour violoncelle et orchestre
Kermesse-Valse tiré de l’éventail de Jeanne, (ballet, collectif, 1926)
Le Palais hanté
Le Petit Elfe Ferme-l'œil
Légende pour saxophone alto (ou alto ou violon) et orchestre
Musique de scène pour Antoine et Cléopâtre, deux suites d’orchestre
Musique en plein air
Ronde burlesque
Rhapsodie viennoise
Rêves
Scherzo vif, pour violon et orchestre
Scènes de la vie moyenne
Sélamlik, divertissement pour musique militaire
Çançunik
Dionysiaques (1913), pour orchestre d’harmonie militaire
Salammbô (musique de film, dont seront tirées trois suites d’orchestre)
- Musique de chambre :

Andantino op.30 (1906)
Chants Alizés
À tour d'anches
Pour presque tous les temps, pour flûte et trio avec piano
Hasards, Petit concert en quatre parties, Op.96, pour violon, alto, violoncelle et piano
Quatuor pour saxophones
Quatuor pour flûtes
Quatuor à cordes
Quintette avec piano
Sonate libre en deux parties enchaînées pour violon et piano
Sonatine en trio pour flûte, clarinette et clavier
Suite en rocaille op. 84 pour flûte, harpe et trio à cordes
Trio à cordes
Nombreuses pièces pour vents, piano, piano à quatre mains ou deux pianos.
- Musique vocale :

Nombreuses  mélodies et chœurs
Le chant de nuit, pour solistes, chœur et orchestre
Messe pour quatre voix et orgue
Psaume XLVII op. 38, pour soprano, chœur, orgue et orchestre (1906)
- Ballets :

La Tragédie de Salomé op. 50, ballet en deux actes, d’après un poème de Robert d'Humières (1907)
Oriane et le prince d’amour
- Piano :

Musiques intimes, livre 1 op. 16 (1891 - 1901)
3 Préludes op. 3 (1890 - 95)
10 Préludes op. 5 (1896)
Reflets d’Allemagne op. 28 (1905)
Musiques intimes, livre 2 op. 29 (1904)
Musiques foraines op. 22
Six pièces romantiques op.42 (1901-1908)
Crépuscules op. 56
Ombres op. 64 (1917)
Mirages op. 70 (1921)

## Hommage retiré
Le lycée Florent-Schmitt à Saint-Cloud porta son nom de 1968 à 2005. Mais il a été rebaptisé Alexandre Dumas après le développement d'une polémique lancée en 1996 par les enseignants de l'établissement au sujet de ses sympathies, connues mais oubliées, envers l'Allemagne nazie et son antisémitisme,.

### Ouvrages généraux
- Paul Pittion, La Musique et son histoire : tome II — de Beethoven à nos jours, Paris, Éditions Ouvrières, 1960.

### Monographies
- Pierre-Octave Ferroud, Autour de Florent Schmitt, Paris, Éditions Durand, 1927, 121 p. (BNF 32102337, lire en ligne)
- Madeleine Marceron, Florent Schmitt, Paris, Ventadour, coll. « Paroles sans musique », 1959, 48 p. (BNF 37748441)
- Catherine Lorent, Florent Schmitt, Paris, Bleu nuit éditeur, coll. « Horizons » (no 27), 2012, 176 p. (ISBN 978-2-35884-016-3, BNF 42581018)

### Correspondances
- Maurice Ravel, L'intégrale : Correspondance (1895-1937), écrits et entretiens : édition établie, présentée et annotée par Manuel Cornejo, Paris, Le Passeur Éditeur, 2018, 1769 p. (ISBN 978-2-36890-577-7 et 2-36890-577-4, BNF 45607052) Contient 11 correspondances de Ravel à Schmitt (1899-1921) -et 1 correspondance de Ravel à l'épouse de Schmitt-, 15 correspondances de Schmitt à Ravel (1901-1915) et 7 correspondances de Schmitt sur Ravel (1903-1919)

## Discographie

### Musique de chambre
- Pièces pour piano : Pièces romantiques, Enfants, Crépuscules, Petites Musiques, Chaîne Brisée : Alain Raës (piano), enreg. 1985, Solstice
- Pièces pour piano : Pièces romantiques, Trois valses nocturnes, Mirages : Pascal Le Corre (piano), enreg.?, Cybélia
- Quintette pour piano et cordes en si mineur op. 51 : Bartschi, Quatuor de Berne, enreg. 1981, Accord
- Andante et scherzo pour harpe et quatuor à cordes : Sandrine Chatron (harpe) et le Quatuor Elias, enreg. 2004, Ambroisie (compléments = Caplet, Debussy, Renié)
- Suite en rocaille pour flûte, alto, violoncelle et harpe, op. 84 : Lardé, Sulem, Gagnepain, M-C. Jamet, enreg. 1999, Pierre Verany (compléments = Ibert : Trio, Roussel : Impromptu pour harpe, Trio, Sérénade)
- Suite en rocaille pour flûte, alto, violoncelle et harpe, op. 84 : Leroy, Grout, Boulmé, P. Jamet, enreg. 1936, Timpani (compléments = Debussy, Françaix, d’Indy, Mozart, Pierné, Ravel, Roussel)
- Andantino op. 30 no 1 : Ralph Manno à la clarinette et Alfredo Perl au piano, enreg. 1995 (compléments = Debussy, Poulenc, Honegger, Milhaud)

### Musique lyrique
- À contre-voix, six chœurs pour voix mixtes a cappella, op.104 : Groupe vocal de France, dirigé par John Alldis, enreg. 1991, EMI (compléments = Debussy, Milhaud, Ravel, Sauguet)
- Schmitt: Œuvres pour voix de femmes (Works for Female Voices), Calliope - Voix de femmes, dirigées par Régine Théodoresco, Marie-Cécile Milan (piano), Timpani

### Musique symphonique et chorale
- Dionysiaques op.62 n°1 : Musique des gardiens de la paix, dirigée par Désiré Dondeyne, enreg. 1976/74, Calliope (compléments = Berlioz, Fauré, Koechlin)
- Étude pour « Le Palais Hanté » d’Edgar Allan Poe, op.49 : Orchestre philharmonique de Monte-Carlo, dirigé par Georges Prêtre, enreg. 1983, EMI (compléments = Caplet, Debussy)
- Symphonie concertante pour orchestre et piano op.82 + Rêves op.65 + Soirs op.5 : Hüseyin Sermet (piano), Orchestre philharmonique de Monte-Carlo dirigé par David Robertson, enreg. 1993, Naïve
- Oriane et le Prince d’Amour, suite de ballet + In Memoriam + Légende pour alto et orchestre : Schloifer (alto), Orchestre philharmonique d’État de Rhénanie-Palatinat dirigé par Pierre Stoll, enreg. 1985, Cybélia
- Andante religioso + Suite sans esprit de suite + Soirs + Fonctionnaire MCMXII : Orchestre philharmonique d’État de Rhénanie-Palatinat dirigé par James Lockhart, enreg. ?, Cybélia
- Antoine et Cléopâtre op.69 + Rêves op.65 n°1 : Orchestre philharmonique d’État de Rhénanie-Palatinat dirigé par Leif Segerstam, enreg. 1987/88, Cybélia
- Antoine et Cléopâtre op.69 + Mirages op.70 : Orchestre national de Lorraine, dirigé par Jacques Mercier, enreg. 2007, Timpani
- Danse d’Abisag + Habeyssée + Rêves + Symphonie n°2 op.137 : Orchestre philharmonique d’État de Rhénanie-Palatinat dirigé par Leif Segerstam, enreg. 1987/88/92, Naxos « Vive la France »
- Salammbô, trois suites d’orchestre op.76 : Chœur de l’Armée française et Orchestre national d'Île-de-France, dirigés par Jacques Mercier, enreg. 1991, Adès
- La tragédie de Salomé, op.50 : Detroit Symphony Orchestra, dirigé par Paul Paray, enreg. 1958, Mercury (compléments = Liszt, Saint-Saëns, R. Strauss, Weber)
- La tragédie de Salomé, version originale de 1907 : Orchestre philharmonique d’État de Rhénanie-Palatinat dirigé par Patrick Davin, enreg. 1991, Naxos
- La tragédie de Salomé op.50 + Psaume XLVII op.38 : Guiot (soprano), Litaize (orgue), Chœurs et Orchestre national de l’O.R.T.F. dirigés par Jean Martinon, enreg. 1972, EMI (complément = Debussy : Khamma)
- La tragédie de Salomé op.50 + Psaume XLVII op.38 + Suite sans esprit de suite : Buffle, Ch. Wales, BBC National Orchestra, dirigés par Thierry Fischer, enreg. 2006, Hypérion
- Psaume XLVII pour soprano, chœurs, orgue et orchestre, op. 38 : Duval (soprano), Duruflé (orgue), Chœurs Brasseur, Orchestre du Conservatoire dirigés par Georges Tzipine, enreg. 1952, EMI (Honegger, Roussel, Tailleferre…)
- La Tragédie de Salomé, Musique sur l'eau, Légende, Oriane et le Prince d'amour, Susan Platts, mezzo, Nikki Chooi, violon, Choeur de femmes et Orchestre philharmonique de Buffalo, dir. JoAnn Faletta. CD Naxos 2019 - 2020. Diapason d'or.
- La Tragédie de Salomé, Op. 50 + Chant élégiaque ,Op.24 : Frankfurt Radio Symphony , dir. Alain Altinoglu, Ambur Braid soprano, Philipp Staemmler violoncelle. CD Alpha 2024. Diapason d'or.

## Iconographie
Le musée Carnavalet à Paris conserve un portrait de Florent Schmitt dessiné par Roger Guit.